# Гель, Жан-Батист
Жан-Батист Гель (фр. Jean Baptiste Gail, 4 июля 1755, Париж — 5 февраля[уточнить] 1829, там же) французский филолог-эллинист, профессор Коллеж де Франс, хранитель античных манускриптов Королевской библиотеки.

## Биография
С 1791 года был адъюнкт-профессором греческого языка в Коллеж де Франс, в 1792 году возглавил там соответствующую кафедру. Не принимал участия во Французской революции, всячески стараясь дистанцироваться от политики и заниматься только наукой.
В 1809 году был принят в члены Академии надписей и изящной словесности. В 1815 году король Людовик XVIII назначил его хранителем отдела древнегреческих рукописей Королевской библиотеки, что привело к конфликту с рядом её сотрудников, которые, желая видеть на этой должности другого человека, старались всячески принизить педагогические способности и профессиональные качества Геля. Конфликт проходил с участием множества эллинистов, одним из самых влиятельных его противников был Поль-Луи Курье.
Внёс большой вклад в организацию изучения греческого языка и литературы во Франции и считается фактическим инициатором возрождения эллинистики во Франции после революции. Ему принадлежат переводы произведений Ксенофонта и Феокрита (1828). Он также был автором учебников греческого языка, построенных по принципам Порт-Рояльской логики.
Кроме ряда изданий и переводов (большей частью с примечаниями), ему принадлежат сборник Le philologue, ou recherches historiques, géographiques, militaires etc. (1814—1828, 24 тома), представляющий собой работы по древнегреческой истории, географии, археологии, грамматике и литературе, которые неохотно печатали отдельно, а также «География Геродота» (Géographie d’Hérodote, 1823).

### Личная жизнь
Был женат на певице и композиторе, авторе нескольких опер, Софи Гель (урождённая Гарр). Супруги развелись в 1801 году. Их сын, Жан-Франсуа, 1795—1845), был учёным-эллинистом, музыкальным критиком и либреттистом, работавшим с такими композиторами, как Луиджи Курубини и Гектор Берлиоз.